# 皆本明日香
皆本 明日香（みなもと あすか、1988年2月17日 - ）は、日本の元女子バレーボール選手。

## 来歴
徳島県三好郡出身。両親の影響を受けて小学校5年生からバレーボールを始める。
高校時代は東西対抗・春高バレーなどで活躍し注目を浴びる。筑波大学入学後、2007年秋に左ひざ十字靱帯断裂の負傷を負い約1年間のリタイアを余儀なくされた。
2009年7月、第25回ベオグラード・ユニバーシアード競技大会において、エーススパイカーとして活躍。同年、筑波大学チームの主将を務め、秋季リーグ・全日本インカレの2冠達成に貢献した。全日本インカレでは最優秀選手賞・ベストスコアラー賞を獲得。
同年11月、上尾メディックスの内定選手となった。翌年、正式入部。2010年9月のアジアカップに全日本B代表として出場した。2011年4月、2010/11チャレンジリーグの最優秀新人賞に輝いた。翌年の2011/12Vチャレンジリーグではチーム準優勝に大きく貢献し敢闘賞を獲得した。
2015年6月18日、上尾メディックスは皆本ら4選手の勇退を発表した。

## 人物・エピソード
- 上尾中央総合病院では、経営管理本部に所属している。
- ニックネームのトアは大学当時からのニックネームで本名（みなもとあすか）に由来する。
- 上尾メディックス入部当時のニックネームはアスカであった。

## 球歴
- ユニバーシアード代表 - 2009、2011年
- 第2回アジアカップ代表- 2010年

## 受賞歴
- 2011年 - 2010/11チャレンジリーグ 最優秀新人賞
- 2012年 - 2011/12チャレンジリーグ 敢闘賞

## 所属チーム履歴
- 昼間小（昼間JVC）
- 三好中
- 徳島県立城南高等学校（2003-2006年）
- 筑波大学（2006-2010年）
- 上尾メディックス（2010-2015年）